# KALQ
Клавиатура KALQ (названа так из-за расположения клавиш, аналогично QWERTY) — раскладка клавиатуры, разработанная исследователями Технологического университета Монтаны, Сент-Эндрюсского Университета и Института информатики Макса Планка. Клавиатура разделена на две части и предназначена для больших пальцев. Утверждается, что она позволяет людям, которые пользуются телефонами с сенсорным экраном, увеличить скорость набора текста на 34 %. Клавиатура KALQ была выпущена как бесплатное приложение в бета-версии, доступное для смартфонов на базе Android. Хотя в начале 2017 года KALQ обсуждалась в СМИ, последняя общедоступная версия приложения датирована октябрем 2013 года, она всё ещё помечена как «бета-версия».